# Majestic (Birmingham)
Majestic is een historisch merk van motorfietsen.
Majestic Engineering Co. Ltd., Birmingham (1931-1935).
De eigenaar van OK Supreme, E. H. Humphries kocht de 248-, 348- en 498 cc AJS-modellen op toen in 1931 AJS werd overgenomen door de gebroeders Collier, eigenaren van het merk Matchless. Hij bouwde deze modellen in zijn eigen OK Supreme-fabriek verder onder de naam Majestic.
- Voor andere merken met deze naam zie Majestic (Brussel) - Majestic (Chatenay).